# Bhagwan Das
Bhagwan Das, född 12 januari 1869, död 18 september 1958, var en indisk filosof (teosof). Han var tidvis medlem i den lagstiftande församlingen i India och var aktiv i frigörelsekampen samtidigt som han tog avstånd från användande av våld vid protester. 1955 tilldelades han hedersutmärkelsen Bharat Ratna.